# Dionisie Novacovici
Dionisie Novacovici, uneori Dionisije Novaković (n. în Dalmația – d. 8 decembrie 1767, Szentendre) a fost un cleric ortodox sârb, al cincilea episcop ortodox de Buda (1749-1761) și primul episcop ortodox din Transilvania, de după unirea Mitropoliei de Alba Iulia cu Biserica Romei.

## Studiile
Între 1726-1737 a studiat teologia la Kiev.

## Activitatea ecleziastică
După întoarcerea în Imperiul Habsburgic a fost profesor de teologie la Novi Sad, în Voivodina. În 1748 a fost numit ecleziarh al catedralei din Buda, iar în 1749 mitropolitul Pavel Nenadovici l-a hirotonit episcop ortodox de Buda, subordonat Mitropoliei de Carloviț. 
În anul 1758 cancelarul Wenzel Anton von Kaunitz a propus mutarea lui Novacovici în Transilvania, împreună cu generalul Adolf Nikolaus von Buccow. Mitropolitul Nenadovici informase în mod repetat Curtea de la Viena despre pericolul afilierii unui episcop exempt în Transilvania la Sfântul Sinod al Rusiei. Informațiile în acest sens proveneau de la Vichentie Ioanovici Vidak⁠(en)[traduceți], episcopul ortodox de Timișoara.
În 1761 a fost numit de curtea imperială din Viena în funcția de episcop exempt, pentru ortodocșii din Transilvania, în pofida temerilor exprimate de mitropolitul Pavel Nenadovici.
Dionisie Novacovici a fost instalat în septembrie 1761 de generalul Adolf Nikolaus von Buccow în Biserica Sf. Nicolae din Șcheii Brașovului, iar curând după aceea  mutat la Rășinari, lângă Sibiu, unde se afla sediul generalului.

## Lucrări
- Prin scurte întrebări și răspunsuri..., scriere tradusă în limba română de Dimitrie Țichindeal, Buda 1808.